# 于维汉
于维汉（1922年1月28日—2010年11月17日），辽宁大连人，中国地方病学专家，中国工程院院士。

## 生平
1945年毕业于满洲医科大学。1997年当选为中国工程院院士。